# Coppa Italia 1961-1962
La Coppa Italia 1961-1962 fu la 15ª edizione della manifestazione calcistica. Iniziò il 27 agosto 1961 e si concluse il 21 giugno 1962.
Il trofeo fu vinto dal Napoli, al suo primo titolo: si tratta della seconda e fin qui ultima volta (dopo il Vado nel 1922) in cui una squadra militante in seconda divisione è riuscita a vincere la massima Coppa nazionale.

## Avvenimenti
Anche in questa stagione cambiò la formula delle eliminatorie, con un primo turno per le società di Serie B, e un secondo che vedeva l'ingresso delle squadre di Serie A, tranne quattro sodalizi designati per sorteggio.
Nel tabellone principale fu sorprendente il cammino dei cadetti del Napoli che, negli ottavi prima e nei quarti di finale poi, sbancarono i campi di Torino e Roma, giungendo in finale contro la SPAL. La "provinciale" ferrarese arrivò a sua volta inaspettatamente all'atto conclusivo dopo aver eliminato in semifinale la più blasonata Juventus, quest'ultima sconfitta anche dal Mantova nella finale di consolazione per il terzo posto.

Sia i partenopei sia gli spallini erano alla prima finale assoluta nella competizione: la partita fu vinta dal Napoli, che mise in bacheca la sua prima Coppa Italia; fu un'affermazione che passò agli annali, poiché gli azzurri eguagliarono in tal modo il Vado dell'edizione inaugurale del 1922, le uniche due formazioni capaci di vincere la maggiore coppa nazionale pur non militando in massima divisione.

## Date
| Turno              | Data                       |
| ------------------ | -------------------------- |
| Primo turno        | 27 agosto 1961             |
| Secondo turno      | 15 ottobre 1961            |
| Ottavi di finale   | 25 aprile 1962             |
| Quarti di finale   | 30 aprile - 1º maggio 1962 |
| Semifinali         | 31 maggio 1962             |
| Finale terzo posto | Mantova, 21 giugno 1962    |
| Finale             | Roma, 21 giugno 1962       |

## Risultati

### Primo turno
| Arbitro: | Gandiolo (Alessandria) |

|                               |           |               |
| Recagno 69’ Lojodice 75’, 82’ | Marcatori | 68’ Cavallito |

| Arbitro: | Grignani (Milano) |

|                                    |           |               |
| Pinti 10’ Bizzarri 12’ Morrone 14’ | Marcatori | 44’ Giacomini |

| Arbitro: | De Robbio (Torre Annunziata) |

|                  |           |           |
| Calloni 42’, 60’ | Marcatori | 23’ Costa |

| Arbitro: | Righetti (Torino) |

|                          |           |                   |
| Pagliari 35’ Bellemo 50’ | Marcatori | 15’ (aut.) Ottani |

| Arbitro: | D'Agostini (Roma) |

|               |                      |                |
| Gilardoni 58’ | Marcatori            | 75’ Cappellaro |
| Bodi          | Tiri di rigore 6 – 5 | Bettini        |

| Arbitro: | Palazzo (Palermo) |

|  |           |              |
|  | Marcatori | 104’ Mentani |

| Arbitro: | Angelini (Firenze) |

|              |           |  |
| Ruggiero 81’ | Marcatori |  |

| Arbitro: | Bernardis (Trieste) |

|                    |                      |                             |
| Buratti 75’        | Marcatori            | 69’ Frontali                |
| Macor Novali Macor | Tiri di rigore 3 – 4 | Rambone Guglielmoni Rambone |

| Arbitro: | Politano (Cuneo) |

|  |           |                                         |
|  | Marcatori | 10’ Bonacchi 20’ Calzolari 56’ Catalano |

| Arbitro: | Gioggi (Roma) |

|                      |           |  |
| Savoia 3’ Maioli 67’ | Marcatori |  |

#### Tabella riassuntiva
| Squadra 1        | Risultato       | Squadra 2   |
| ---------------- | --------------- | ----------- |
| Brescia          | 3 - 1           | Como        |
| Lazio            | 3 - 1           | Genoa       |
| Messina          | 2 - 1           | Cosenza     |
| Modena           | 2 - 1           | Reggiana    |
| Napoli           | 1 - 1 (6-5 dcr) | Alessandria |
| Parma            | 0 - 1 (dts)     | Novara      |
| Prato            | 1 - 0           | Lucchese    |
| Sambenedettese   | 1 - 1 (3-4 dcr) | Catanzaro   |
| Simmenthal-Monza | 0 - 3           | Bari        |
| Verona           | 2 - 0           | Pro Patria  |

### Secondo turno
| Arbitro: | Marchese (Frattamaggiore) |

|                        |                      |                           |
| Maioli 53’ Cera 63’    | Marcatori            | 45’ Bagatti 81’ Montenovo |
| Begalli Maioli Begalli | Tiri di rigore 5 – 6 | Cervato                   |

| Arbitro: | Babini (Ravenna) |

|                           |           |  |
| Fumagalli 17’ Mentani 33’ | Marcatori |  |

| Arbitro: | D'Agostini (Roma) |

|  |           |                    |
|  | Marcatori | 68’ (rig.) Cuttica |

| Arbitro: | Rigato (Mestre) |

|                                  |           |                  |
| Gotti 36’ Panza 60’ Clerici 107’ | Marcatori | 40’, 63’ Virgili |

| Arbitro: | Varazzani (Parma) |

|  |           |                                |
|  | Marcatori | 34’ (rig.) Carradori 62’ Turra |

| Arbitro: | Roversi (Bologna) |

|                       |           |                                           |
| Taccola 39’ Rossi 87’ | Marcatori | 10’ Stacchini 70’ (rig.) Rossano 84’ Rosa |

| Arbitro: | Angelini (Firenze) |

|           |           |  |
| Prini 35’ | Marcatori |  |

| Arbitro: | Adami (Roma) |

|         |                      |          |
| Corelli | Tiri di rigore 7 – 6 | Vincenzi |

| Arbitro: | Carminati (Milano) |

|                       |                      |                        |
| Vinicio 54’           | Marcatori            | 63’ Mascalaito         |
| Perani Capra Pascutti | Tiri di rigore 6 – 7 | Rambone Florio Bagnoli |

| Arbitro: | Lo Bello (Siracusa) |

|              |           |  |
| Ferrigno 87’ | Marcatori |  |

| Arbitro: | Angonese (Mestre) |

|                            |           |  |
| Milani 76’ Dell'Angelo 86’ | Marcatori |  |

| Arbitro: | Gambarotta (Genova) |

|             |           |  |
| Mazzero 53’ | Marcatori |  |

#### Tabella riassuntiva
| Squadra 1  | Risultato       | Squadra 2 |
| ---------- | --------------- | --------- |
| Verona     | 2 - 2 (5-6 dcr) | SPAL      |
| Novara     | 2 - 0           | Udinese   |
| Milan      | 0 - 1           | Modena    |
| Lecco      | 3 - 2 (dts)     | Bari      |
| Padova     | 0 - 2           | Brescia   |
| Prato      | 2 - 3           | Juventus  |
| Lazio      | 1 - 0           | Palermo   |
| Napoli     | 0 - 0 (7-6 dcr) | Sampdoria |
| Bologna    | 1 - 1 (6-7 dcr) | Catanzaro |
| Catania    | 1 - 0           | Messina   |
| Fiorentina | 2 - 0           | Atalanta  |
| Mantova    | 1 - 0           | Venezia   |

### Ottavi di finale
| Arbitro: | Marchese (Frattamaggiore) |

|                    |           |                         |
| Cervato 50’ (aut.) | Marcatori | 40’ Mencacci 73’ Massei |

| Arbitro: | Varazzani (Parma) |

|              |           |                                |
| Humberto 85’ | Marcatori | 80’ Fumagalli 111’ (rig.) Zeno |

| Arbitro: | Leita (Udine) |

|                                                |           |             |
| Savioni 2’ Lindskog 35’ (rig.) 45’ Abbadie 52’ | Marcatori | 87’ Giorgis |

| Arbitro: | Sbardella (Roma) |

|  |           |             |
|  | Marcatori | 28’ Charles |

| Arbitro: | Bonetto (Torino) |

|            |                      |         |
| Manfredini | Tiri di rigore 6 – 4 | Longoni |

| Arbitro: | Angonese (Mestre) |

|  |           |                    |
|  | Marcatori | 66’, 78’ Gilardoni |

| Arbitro: | Roversi (Bologna) |

|           |           |  |
| Susan 98’ | Marcatori |  |

| Arbitro: | Francescon (Padova) |

|                                    |           |            |
| Recagni 43’, 52’, 85’ Giagnoni 75’ | Marcatori | 87’ Hamrin |

#### Tabella riassuntiva
| Squadra 1         | Risultato       | Squadra 2  |
| ----------------- | --------------- | ---------- |
| Lanerossi Vicenza | 1 - 2           | SPAL       |
| Inter             | 1 - 2           | Novara     |
| Lecco             | 4 - 1           | Modena     |
| Brescia           | 0 - 1           | Juventus   |
| Roma              | 0 - 0 (6-4 dcr) | Lazio      |
| Torino            | 0 - 2           | Napoli     |
| Catanzaro         | 1 - 0 (dts)     | Catania    |
| Mantova           | 4 - 1           | Fiorentina |

### Quarti di finale
| Arbitro: | Adami (Roma) |

|                                      |           |  |
| Nicolè 44’ Charles 47’ Stacchini 77’ | Marcatori |  |

| Arbitro: | Francescon (Padova) |

|                                    |           |              |
| Micheli 38’ Cervato 40’ Massei 55’ | Marcatori | 5’ Fumagalli |

| Arbitro: | Campanati (Milano) |

|  |           |             |
|  | Marcatori | 66’ Corelli |

| Arbitro: | Genel (Trieste) |

|                                     |           |  |
| Giagnoni 5’ Mazzero 25’ (rig.), 85’ | Marcatori |  |

#### Tabella riassuntiva
| Squadra 1 | Risultato | Squadra 2 |
| --------- | --------- | --------- |
| Juventus  | 3 - 0     | Lecco     |
| SPAL      | 3 - 1     | Novara    |
| Roma      | 0 - 1     | Napoli    |
| Mantova   | 3 - 0     | Catanzaro |

### Semifinali
| Arbitro: | Campanati (Milano) |

|                                                       |           |                    |
| Micheli 31’ Dell'Omodarme 33’, 69’ Cervato 72’ (rig.) | Marcatori | 76’ (aut.) Muccini |

| Arbitro: | Sbardella (Roma) |

|                         |           |                    |
| Tomeazzi 9’ Fanello 67’ | Marcatori | 35’ (rig.) Mazzero |

#### Tabella riassuntiva
| Squadra 1 | Risultato | Squadra 2 |
| --------- | --------- | --------- |
| SPAL      | 4 - 1     | Juventus  |
| Napoli    | 2 - 1     | Mantova   |

### Finale 3º posto
| Arbitro: | Rigato (Mestre) |

|                    |           |  |
| Mazzero 52’ (rig.) | Marcatori |  |

#### Tabella riassuntiva
| Squadra 1 | Risultato | Squadra 2 |
| --------- | --------- | --------- |
| Mantova   | 1 - 0     | Juventus  |

### Finale
| Arbitro: | Bonetto (Torino) |

| |            | |
| Corelli 12’ Ronzon 78’ | Marcatori  | 16’ Micheli |
| Walter Pontel (46' Pacifico Cuman) Giovanni Molino Mauro Gatti Antonio Girardo Rosario Rivellino Gianni Corelli Amos Mariani Pierluigi Ronzon Ugo Tomeazzi Achille Fraschini Juan Carlos Tacchi | Formazioni | Edo Patregnani Manlio Muccini Gennaro Olivieri Adolfo Gori Sergio Cervato Osvaldo Riva Carlo Dell'Omodarme Oscar Massei Silvano Mencacci Dante Micheli Alberto Novelli |
| Bruno Pesaola | Allenatori | Serafino Montanari |

#### Tabella riassuntiva
| Squadra 1 | Risultato | Squadra 2 |
| --------- | --------- | --------- |
| Napoli    | 2 - 1     | SPAL      |